# Alfred Stoß

Alfred Stoß als Leutnant z.S. 1905

Alfred Hermann Stoß (* 6. April 1885 in Valparaiso; † 26. August 1944 in Marseille) war ein deutscher Marineoffizier und antisemitischer Autor.

## Leben

### Herkunft und Familie
Stoß war Sohn des Bernhard Emil Stoß, ein deutscher Kaufmann in Chile, welcher vor 1894 verstarb. Er heiratete am 18. Januar 1921 in Hamburg Gertrud Ellen Emma Alice, geb. Stürken, (*18.12.1893 Hamburg + 13.11.1944 Wedel) Tochter des Hamburger Polizeipräsidenten Otto Stürken und Schwester des Bankiers Otto Stürken. Das Ehepaar bekam mehrere Kinder, darunter Alf Siegwart (* 7.11.1922 Hamburg + 9.9.1943 in Monterotondo/Italien) und Inge (* 1921), Schriftstellerin.

### Karriere
Stoß besuchte die Hansa-Schule in Bergedorf bei Hamburg. Zu seinen Klassenkameraden zählte der Archivar Hans Kellinghusen und der Geiger Siegfried Eberhardt.
Er trat im April 1902 als Seekadett in die Kaiserliche Marine ein (Crew 1902). Er wurde am 11. April 1903 zum Fähnrich zur See ernannt und besuchte noch im selben Jahre Spezialkurse an der Marineschule. Am 29. September 1905 erfolgte seine Beförderung zum Leutnant zur See. Er diente die nächsten Jahre auf zahlreichen Schiffen der Kaiserlichen Marine, z. B. der Preußen. Am 27. Januar 1908 wurde er zum Oberleutnant zur See befördert und war Indienststellungskommandant vom U 6 am 12. August 1910. Er wirkte für ein paar Jahre bei der Inspektion des Torpedowesens.
Am 22. März 1913 erfolgte seine Beförderung zum Kapitänleutnant. Bis Anfang 1914 wurde ihm der Rote Adlerorden 4. Klasse verliehen. Nach Ausbruch des Ersten Weltkrieges diente er bis als Kommandant der U 8 und versenkte innerhalb weniger Monate mehrere Schiffe. Am 4. März 1915 geriet U 8 im Ärmelkanal westwärts fahrend in eine neu angelegte britische Netzsperre, Teil der noch im Aufbau befindlichen Dover-Sperre. Die erfolglosen Befreiungsversuche des U-Boots machten die Besatzung des Fischdampfers Robur aufmerksam, der eine Jagdgruppe der Royal Navy alarmierte. Die Jagdgruppe bestand aus folgenden Zerstörern der Dover Patrol: Cossack, Falcon, Fawn, Ghurka, Kangaroo, Leven, Maori, Mohawk, Nubian, Syren, Ure und Viking. Die Gurkha ließ ein Sprengschleppgerät zu Wasser, das kurz nach 18 Uhr auf U 8 stieß und explodierte. Dies hatte einen Wassereinbruch, Beleuchtungs- und Maschinenausfall sowie einen Brand im Inneren des U-Bootes zur Folge. Er sah sich daher zum Auftauchen gezwungen. Er befahl der Besatzung, von Bord zu gehen. Die Zerstörer Gurkha und Maori nahmen das Boot unter Artilleriebeschuss. Es sank etwa auf der Position ♁50° 34′ N, 1° 9′ O. Alle Besatzungsmitglieder wurden von den Briten gerettet. Noch am 4. März 1915 waren Stoss und seine Offiziere auf dem britischen Versorgungsschiff Arrogant zum Abendessen eingeladen. Dort wurden sie von den Briten aufgefordert – offenbar unter erheblichem Alkoholeinfluss –, ein englandfeindliches Lied zu singen. Er wurde die nächsten Jahre in England und Holland interniert und im August 1918 freigelassen. Bis dahin wurde er mit dem Eisernen Kreuz II. Klasse und dem Friedrich-August-Kreuz 2. Klasse ausgezeichnet. Nach seiner Rückkehr nach Deutschland wirkte er noch bis Kriegsende als persönlicher Adjutant des Prinzen Heinrich von Preußen.
Bis 1920 wurde er Chef der Ostsee-Torpedobootsflottille. Während des Kapp-Putsches kam er mit dem Motorkreuzer Margot im Hafenbereich an und versuchte den Kapitän zur See Walter Mönch zu kontaktieren. Er traf im Hafengelände auf Hermann Heller, welcher z. T. bewaffnete Arbeiter anführte und angab, dass der Arsenalkommandant in Schutzhaft sei. Obwohl Heller befahl, dass die Margot nicht ablegen dürfe, verließ das Schiff das Hafengebiet und Stoß meldete die Ereignisse dem Befehlshaber. Der Befehlshaber der Sicherung der Ostsee gab den Alarmbefehl und eine Landungsabteilung der Ostsee-Torpedobootsflottille wurde gebildet. Diese griff von der Hafenseite mit verschiedenen Booten an. Mittlerweile hatte sich Mönch der Landungsabteilung angeschlossen, welche er in der Folge neben dem Flottillenchef Stoß von einem Motorboot aus führte. Direkt beim Landgang dieses Landungstrupps fielen Mönch und später auch noch sein Stellvertreter Korvettenkapitän Friedrich Stegemann. Am 29. August 1920 wurde Stoß mit dem Charakter eines Korvettenkapitäns aus der Reichsmarine verabschiedet.
Während der Weimarer Republik wohnte er in Hamburg, ab 1936 in Wedel und betätigte sich dort als antisemitischer Autor. Sein Buch Der Kampf zwischen Juda und Japan führte zu hohen antisemitischen Regelungen im japanisch-besetzten Shanghai, wo sehr viele jüdische Flüchtlinge Unterkunft fanden. Er betätigte sich an Verschwörungstheorien und glaubte an eine globale jüdische Verschwörung der League of Nations, um die „reinen“ Japaner zu vernichten. Er bekannte sich als Anhänger von Erich Ludendorff. Auch wirkte er in Hamburg als Kaufmann der Alfred Stoß-Firma in der Hamburger Alsterchaussee 20. Er exportierte in seinem Unternehmen Eisen, Eisenwaren und Textilien in den fernen Osten (China, Japan, Australien usw.).
Er wurde 1940 in die Kriegsmarine reaktiviert und wirkte so von Juni 1940 bis Februar 1941 als Hafenkommandant von Le Havre. Nachfolgend war er bis Dezember 1941 als Stabsoffizier beim Stabe des Seekommandanten Le Havre. Bis März 1943 diente er erneut als Hafenkommandant von Le Havre. Danach wirkte er als Hafenkommandant von Marseille und war im Konflikt gegen amerikanische und französische Truppen involviert, bei dem er schließlich tödlich verwundet wurde. Kurz vor seinem Tod wurde ihm das Deutsche Kreuz in Gold verliehen.

## Werke
- Der Tag vorm Skagerrak. 1921, in Die Grenzboten
- Der Raubzug gegen Japan! Wann endlich wehren sich die Völker?. 1932
- Die Wahrheit über Shanghai. Der Angriff der Weltleitung gegen das letzte freie Volk: Japan. 1933
- Der Kampf zwischen Juda und Japan: Japan als Vorkämpfer freier Volkswirtschaft. 1934
- Ludendorff – der ewige Recke. 1936